# Аделаида Арпад
Аделаида (на чешки: Adléta Uherská, ум. 27 януари 1062 г.) е унгарска принцеса от рода на Арпадите и втора съпруга на чешкия крал Вратислав II.
Аделаида е единствената дъщеря на унгарския крал Андраш I и на киевската княгиня Анастасия Ярославна. През 1058 г. Аделаида е омъжена за чешкия княз Вратислав II, с което е скрепен политическият съюз между Унгария и Чехия.
Вратислав и Аделаида имат четири деца:
- Вратислав
- Юдита Пршемисловна
- Людмила
- Бржетислав II

Аделаида умира на 27 януари 1062 г. След смъртта ѝ Вратислав II се жени за полската принцеса Светослава-Сватава и е обявен за първи крал на Бохемия.